# سایمون سز
سایمون سز (به زبان انگلیسی: Simon Sez) یک فیلم سینمایی جاسوسی و اکشن، کمدی محصول سال ۱۹۹۹ آمریکا با بازی دنیس رادمن، دین کوک و جان پینت می‌باشد. این فیلم توسط کوین آلین ایلدر کارگردانی شده و آهنگساز آن برایان تایلر است.

## بازیگران فیلم
- دنیس رادمن به عنوان سیمون
- دن کیک به عنوان نیک میراندا.
- جان پینت به عنوان میکرو، همکار راهبان سایبری.
- ریکی هریس به عنوان ماکرو، یکی از راهبان سایبر.
- فیلیپ نیکولیس به عنوان مایکل گابریلی.
- ناتالیا سیگلیوتی به عنوان کلر نرده.
- جرمان پرادون به عنوان اشتون.

## تولید
در سال ۱۹۹۸، ورایتی اعلام کرد که رینگو لام این فیلم را کارگردانی می‌کند.ولی رینگو لام بعداً تنها در این فیلم تهیه‌کننده شد.